# Denny Malik
Denny Malik (nacido el 18 de febrero de 1963) es un coreógrafo, actor y cantante indonesio. Denny desciende de una familia noble de Kerajaan Inderapura, Pesisir Selatan, Sumatera Barat, es decir, descendiente del rey o del Raja, Inderapura yang ke-37.

## Carrera
Su carrera artística comenzó como bailarín, más adelante logra convertirse en un reconocido actor y cantante profesional. Denny incursiona en el género musical dangdut, con su primer álbum discográfico titulado "Asap Asmara" a finales del 2002 y como actor debutó en su primera telenovela titulado "Melody Cinta". En el 2003, Denny fue nominado para los Premios "IAM", en la categoría de mejor "Intérprete Masculino Dangdut". 

## Discografía

### Álbum
- 1989 - Jak Jak Jak Jakarta
- 1993 - Puteri Impian
- 2002 - Asap Asmara

## Filmografía
- Benci Disko (2009)f